# The Report
The Report es una película estadounidense de drama escrita y dirigida por Scott Z. Burns y protagonizada por Adam Driver y Annette Bening. La trama sigue al empleado Daniel J. Jones y al Comité de Inteligencia del Senado mientras investigan las acusaciones de tortura por parte de la CIA luego de los ataques del 11 de septiembre . 
Tuvo su estreno mundial en el Festival de Cine de Sundance el 26 de enero de 2019. Fue estrenada el 15 de noviembre de 2019, por Amazon Studios, antes de empezar a emitirse en Amazon Prime el 29 de noviembre de 2019. 

## Sinopsis
A Daniel Jones, miembro del personal del Senado, se le asigna la ardua tarea de dirigir una investigación sobre el Programa de Detención e Interrogación de la CIA. Después de analizar una amplia evidencia, se entera de sus "técnicas de interrogación mejoradas", que han demostrado ser brutales, inmorales e ineficaces, que la CIA adoptó después del 11 de septiembre. Sin embargo, cuando Jones y el Comité de Inteligencia del Senado intentan divulgar los resultados de su investigación, la CIA y la Casa Blanca hacen todo lo posible para evitar que la verdad salga a la luz.

## Reparto
- Adam Driver como Daniel Jones.
- Annette Bening como Dianne Feinstein.
- Jon Hamm como Denis McDonough.
- Jennifer Morrison
- Tim Blake Nelson
- Ben McKenzie
- Jake Silbermann como Yoked up CIA Officer.
- Matthew Rhys
- Ted Levine como John Brennan.
- Michael C. Hall
- Maura Tierney como Bernadette.
- Dominic Fumusa como George Tenet.
- Noah Bean como Martin Heinrich.
- Douglas Hodge como Dr. Jim Mitchell
- Corey Stoll como Cyrus Clifford.
- T. Ryder Smith como Bruce Jessen.
- Fajer Kaisi como Ali Soufan.
- Linda Powell como Marcy Morris.
- John Rothman como Sheldon Whitehouse.
- Joanne Tucker
- Ian Blackman como Cofer Black.
- Zuhdi Boueri
- Carlos Gómez.
- Ratnesh Dubey
- Scott Shepherd como senador Mark Udall.
- Caroline Krass
- Kate Beahan
- James Hindman como el inspector general Buckley.

## Producción

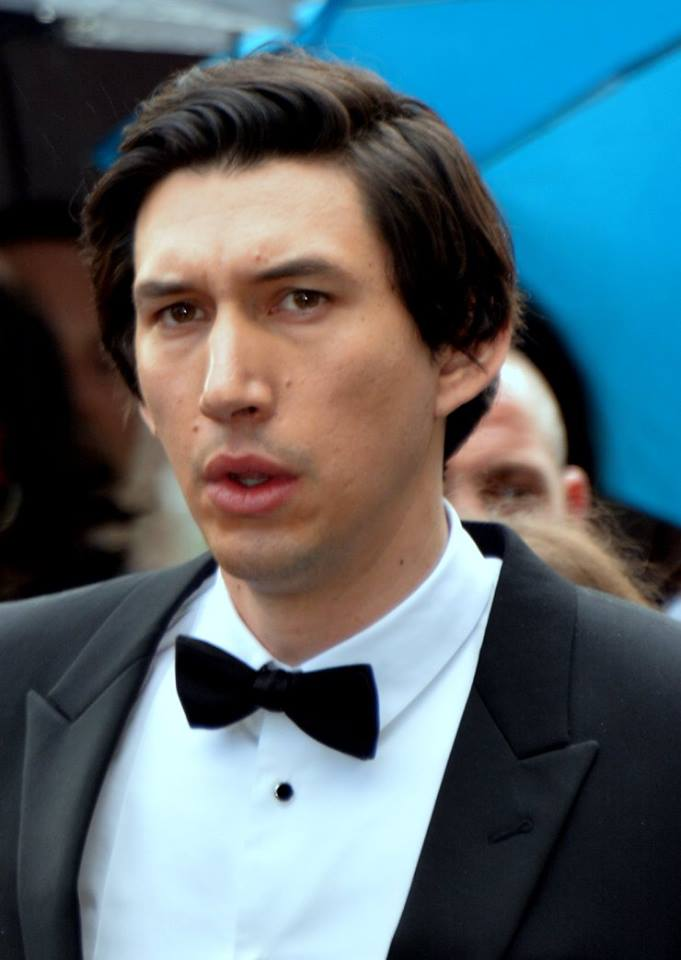
Adam Driver en el Festival de Cannes

El proyecto se anunció en abril de 2018 con Scott Z. Burns dirigiendo y escribiendo, mientras que Adam Driver, Annette Bening, Jon Hamm y Jennifer Morrison se unieron para protagonizar.
La película comenzó su producción el 16 de abril de 2018 en Nueva York con Tim Blake Nelson, Ben McKenzie, Matthew Rhys, Ted Levine y Michael C. Hall agregados al elenco el mes siguiente. En junio de 2018, Maura Tierney se unió al reparto.

## Estreno
Tuvo su estreno mundial en el Festival de Cine de Sundance el 26 de enero de 2019. Poco después, Amazon Studios adquirió los derechos de distribución de la película. Fue estrenada en noviembre de 2019.